# Криптокорина Вендта
Криптокори́на Ве́ндта (лат. Cryptocoryne wendtii) — травянистое растение рода Криптокорина семейства Ароидные.

## Описание
Криптокорина Вендта образует четыре подвида, из которых наиболее известны Cryptocoryne wendtii wendtii, представляющий собой травянистый куст без стебля с длинными листьями, собранными в розетку тёмно-зелёного или оливкового цвета и Криптокорина Вендта коричневая (лат. Cryptocoryne wendtii rubella) с более длинными листьями коричневого цвета. Корневище длинное, ползучее. Куст достигает в высоту 25—30 сантиметров. В природе встречается на Шри-Ланке.

## Культивирование
При содержании растения в аквариуме оптимальная температура составляет 24—28 °C, при её понижении до 20—22 °C рост значительно замедляется. Вода должна быть средней жёсткости (9—16 немецких градусов), pH большого значения не имеет. При резком снижении pH криптокорина подвержена «криптокориновой болезни» — листья превращаются в киселеобразную массу и отмирают, хотя это происходит реже, чем у других представителей рода. Повышение pH жёсткой воды вреда растению не причиняет. Подмена воды не обязательна, растение хорошо растёт как в свежей, так и в «старой» воде. Желательно регулярное внесение микроэлементов. Криптокорина нетребовательна к освещению, оно может быть как естественным, так и искусственным, но должно быть рассеянным. Криптокорина Вендта хорошо переносит затенение другими, более высокими растениями. Световой день должен составлять не менее 12 часов. Грунт должен состоять из крупного песка в смеси с мелкой галькой с примесью глины, торфа и древесного угля и быть обильно заилённым. 

Как и остальные представители рода Cryptocoryne, криптокорина Вендта — болотное растение и может культивироваться в условиях палюдариума или влажной оранжереи. Грунт должен состоять из смеси песка, торфа, перегноя и дерновой земли и быть очень влажным или заболоченным, освещение — ярким, но рассеянным. В оранжерейных условиях криптокорина растёт значительно быстрее, чем в аквариуме. 

Как в аквариуме, так и в палюдариуме криптокорина Вендта легко размножается корневыми отводками и делением корневища, молодые растения можно отделять от материнского после того, как у них образуются 2—3 листа. В палюдариуме и оранжерее криптокорина цветёт, но получить семена не удаётся.